# Gabieto Oriental
El Gabieto Oriental és una muntanya de 3.031 m d'altitud, amb una prominència de 40 m, que es troba al massís del Mont Perdut, entre la província d'Osca (Aragó) i el departament dels Alts Pirineus (França). L'ascensió al cim es pot fer des del Refugi de Sarradets i des del refugi de Góriz.
La primera ascensió la van realitzar Henry Russell i Cèlestin Passet l'any 1874, pensant-se que aquesta era la punta més alta dels Gabietos.